# Beshkito
El beshkito o bechkito (بشكيطو beshkīṭu) es una sencilla galleta típica del Magreb (especialmente Marruecos), elaborada con harina, aceite de oliva, levadura, huevos y azúcar. El nombre proviene del francés, biscuit, «galleta».
A veces se aromatizan con vainilla, limón o anís, o más raramente con chocolate. Lo más común  es agregarle una capa de mermelada (biscuit à la confiture) por encima de la galleta o en el centro. Como todos los postres y tentempiés magrebís, el beshkito se suele servir con té moruno (té con hierbabuena).